# Bykoš
Bykoš település Csehországban, a Berouni járásban. Bykoš Vinařice, Všeradice, Suchomasty és Libomyšl településekkel határos. Lakosainak száma 251 fő (2024. január 1.).

## Népesség
A település lakosságának változását az alábbi diagram mutatja:
| Lakosok száma | 447  | 481  | 495  | 286  | 229  | 211  | 221  | 224  | 239  | 251  |
|               | 1869 | 1900 | 1921 | 1961 | 1980 | 2011 | 2016 | 2019 | 2021 | 2024 |